# Ljusnarsbergs köping
Ljusnarsbergs köping var en tidigare kommun i Örebro län.

## Administrativ historik
1962 bildades Ljusnarsbergs köping genom ombildning och sammanslagning av Ljusnarsbergs landskommun och Kopparbergs köping. 1971 ombildades köpingen till Ljusnarsbergs kommun.
Köpingen hörde i kyrkligt hänseende till Ljusnarsbergs församling.

## Kommunvapen
Blasonering: I silver en stolpvis ställd blå ström, åtföljd på var sida av ett kopparmärke ovanför en låga, samtliga röda.
Bilden går tillbaka till Nya Kopparbergs bergslags sigill från 1640. Det har förts både av Ljusnarsbergs landskommun och Kopparbergs köping (med en bård). Det registrerades för den nuvarande kommunen 1981.

## Politik

### Mandatfördelning i valen 1962-1966
| 2 | 23 | 5 | 3 | 2 |

| 33 |

| 4 | 19 | 5 | 4 |  | 2 |

| 29 | 6 |